# Тяжёлые крейсера типа «Аоба»
Тяжёлые крейсера типа «Аоба» (яп. 青葉型巡洋艦 Аобагата дзюдзюнкан) — серия из двух японских крейсеров 1920-х годов.
Усовершенствованный вариант крейсеров типа «Фурутака», лишённый части их недостатков. В 1924—1927 годах на верфях Нагасаки и Кобэ было построено две единицы: «Аоба» и «Кинугаса». Строились параллельно с более совершенными кораблями типа «Мёко».
Оба крейсера прослужили всё межвоенное время, во второй половине 1930-х прошли радикальную модернизацию. Они приняли активное участие в боевых действиях на Тихоокеанском театре Второй мировой. Оба погибли от налётов американской авиации: «Кинугаса» в ходе Гуадалканальской кампании в ноябре 1942 года, «Аоба» в ходе бомбардировок Японии в июле 1945.

## Конструкция

### Броневая защита

Продольный разрез крейсера типа «Аоба». Красные линии-броневые плиты, синие-стальные листы, зелёные-иное (основания дымовых труб и т. п.)

Идентична таковой у типа «Фурутака». Основной броневой пояс из нецементированной хромистой стали при длине 79,88 м, ширине 4,12 м и толщине 76 мм защищал котельные и машинные отделения. Как и на «Юбари», он крепился непосредственно к шпангоутам с наклоном в 9° и являлся частью силового набора корпуса, будучи при этом, однако, внешним, а не внутренним. При проектном стандартном водоизмещении пояс выступал из воды на 3,28 м, с нагрузкой в 2/3 от полной—на 2,21 м. По проекту, он должен был выдерживать попадания 152-мм снарядов, выпущенных с дистанции 12 000-15 000 м, о защите от 203-мм главного калибра вашингтонских крейсеров не шло и речи.
К верхнему краю пояса стыковалась средняя палуба, составленная на этом участке из плит нецементированной хромистой стали толщиной 35 мм (ближе к средней части—32 мм) и игравшая роль горизонтальной защиты силовой установки. Она имела карапасную форму, выгибаясь от бортов к центру на 15 см, и также входила в силовой набор корпуса, крепясь непосредственно к бимсам.
Каналы дымовых труб прикрывались 38-мм нецементированной хромистой бронёй на 1,27 м от уровня средней палубы. Дополнительно на уровне верхней палубы их защищали плиты из стали высокого напряжения суммарной толщиной 48 (28,6+19) мм.
Носовой и кормовой погреба боезапаса прикрывались плитами нецементированной хромистой стали толщиной 51 мм с бортов и 35 мм—сверху. Рулевое отделение закрывалось со всех сторон 12,7-мм и 25-мм бронёй, башнеподобная надстройка же исходно защиты вообще не имела.
Защита подводной части корпуса ограничивалась двойным дном и цистернами для жидкого топлива, играющими роль булей. Бронированную противоторпедную переборку было решено не устанавливать из-за весовых ограничений, а также показанной в ходе обстрелов корпуса недостроенного линкора «Тоса» недостаточной эффективности такого рода защиты.
Суммарный вес бронирования крейсера составлял менее 1200 т или 12 % от водоизмещения в 2/3 полного, тем не менее значительно превосходя в этом предшественников: у 5500-тонных крейсеров эта доля составляла 3-4 %, у «Юбари»—8,6 %.

### Силовая установка

Пара ТЗА правого борта крейсера. Легенда:
LP-турбина низкого давления;
HP-турбина высокого давления;
CS-ступень крейсерского хода турбины высокого давления;
CT-турбина крейсерского хода;
AT-турбина заднего хода;
MG-шестерни главной передачи;
CG-передача на турбину крейсерского хода;
S-вал гребного винта.

На крейсерах устанавливались 4 турбозубчатых агрегата Мицубиси-Парсонса («Аоба») или Брауна-Кёртисса («Кинугаса») мощностью по 25 500 л. с. (18,75 МВт), приводившие в движение 4 трёхлопастных гребных винта. Суммарная мощность в 102 тысячи лошадиных сил по проекту должна была обеспечивать максимальную скорость хода в 34,5 узла.
В обоих случаях агрегаты включали в себя турбину низкого давления (13 000 л. с. при 2000 об/мин) и высокого (12 500 л. с. при 3000 об/мин). С помощью двух малых и одной большой шестерён редуктора они вращали вал гребного винта, с максимальной частотой оборотов 360 об/мин.
Для движения задним ходом предусматривались отдельные турбины. Они питались паром от турбины низкого давления и имели мощность по 7000 л. с. каждая (28 000 л. с. суммарно), вращая винты в обратном направлении.

Компоновка котельных отделений крейсера типа «Аоба».

Для экономичного хода использовалась комбинация из соответствующих турбин и крейсерских ступеней турбин высокого давления, соединённых зубчатой передачей. При суммарной мощности в 4879 л. с. они обеспечивали 14-узловую скорость хода. С штатным максимальным запасом топлива (400 т угля и 1400 т мазута) это давало дальность плавания в 7000 морских миль. С фактическими же в первые годы службы (570 т угля и 1010 т мазута) она уменьшалась до 6000 миль.
Паром турбозубчатые агрегаты питали двенадцать котлов типа «Кампон Ро Го», располагавшиеся в семи котельных отделениях. В первом находилось два средних нефтяных котла, со второго по пятое — по два больших нефтяных, в шестом и седьмом — по одному малому смешанному. Рабочее давление пара — 18,3 кгс/см² при температуре 156 °C. Для отвода продуктов сгорания использовалась две дымовые трубы: передняя сдвоенная (1-5 котельные отделения) и задняя одиночная (6-7 отделения).
Для питания корабельной электросети (напряжение - 225 В) использовались четыре дизель-генератора (два по 90 КВт и два по 135 КВт) суммарной мощностью 450 КВт, расположенные в машинном отделении. Рулевое устройство крейсера же имело электрогидравлический привод, в отличие от типа «Фурутака», где он был паровым.

### Вооружение
Главный калибр крейсеров включал 6 200-мм орудий в трёх двухорудийных башнях. Данная артсистема разрабатывалась в Морском арсенале Курэ под руководством инженера Тиёкити Хата в 1916—1921 годах, на вооружение ВМФ Японии была принята в 1924 году. 200-мм орудие Тип 3 имело длину ствола в 50 калибров и проектную скорострельность в 5 выстрелов в минуту. Оно имело ствол с полупроволочной обмоткой и поршневой затвор, масса его составляла 17,9 тонн.
Две башни размещались по линейно-возвышенной схеме в носу и одна—в корме. Применяемая установка типа C вопреки своему обозначению базировалась на более ранней типа D (предназначенной для крейсеров типа «Мёко»). При массе в 126 тонн и диаметре погона 5,03 м она имела круговое бронирование из стали высокого напряжения толщиной в 25 мм. Наведение по горизонтали осуществлялось электрогидравлическим приводом мощностью в 50 л. с., по вертикали—семидесятипятисильным электродвигателем. Максимальная дальность стрельбы 110-кг бронебойным снарядом Тип 5 при угле возвышения в 40° достигала 26,7 км.
Подача боеприпасов (110-кг снарядов и 32,6-кг зарядов в картузах) производилась двумя цепными ковшовыми подъёмниками в центральном канале подбашенного отделения каждой башни.
Система управления их огнём включала два директора Тип 14—на вершине носовой надстройки (главный) и над ангаром гидросамолётов (резервный), два 6-метровых и 3,5-метровых дальномера, вычислитель курса и скорости цели Тип 13 и поисковый прожектор Тип 90.
Для борьбы с самолётами в центральной части корпуса были установлены 4 120-мм/45 орудия Тип 10 в одиночных установках. Они представляли собой зенитный вариант более раннего орудия Тип 3, разработанный под руководством Тиёкити Хата в Курэ в 1921—1926 годах. С максимальным углом возвышения в 75° их досягаемость по высоте достигала 8450 метров. В дополнение к этим орудиям на мостике также были размещены два 7,7-мм пулемёта Льюиса.
Торпедное вооружение состояло из шести спаренных 610-мм торпедных аппаратов Тип 12, располагавшихся на средней палубе. Запускаемые из них парогазовые торпеды Тип 8 № 2 при стартовой массе в 2,362 тонны несли 346 кг тринитрофенола и могли пройти 20 000 м на 27 узлах, 15 000 на 32 и 10 000 на 38. Для управления их стрельбой на крыше третьего яруса надстройки было установлено два торпедных директора Тип 14. Исходно при разработке 7500-тонного проекта Хирага предполагал не устанавливать ТА, считая их слишком уязвимым местом для крупного корабля. Однако МГШ уже к тому времени сделал ставку на ночные бои, и в итоге все строившиеся в Японии тяжёлые крейсера оснащались мощным торпедным вооружением.
По проекту корабли должны были нести катапульту Тип № 1 между кормовой надстройкой и третьей башней ГК, но фактически при вступлении в строй её не имели. Реально она была установлена на «Кинугасу» в марте 1928 года, «Аоба» же в 1929 году получил более совершенную Тип № 2. С неё запускались двухместные разведывательные гидросамолёты Тип 15. Ангар для них располагался в кормовой надстройке.

### Экипаж и условия обитаемости
По проекту экипаж крейсеров включал 622 человека: 45 офицеров и 577 нижних чинов.
Каюты командного состава размещались в полубаке, кубрики рядового—на средней и нижней палубах в носу и на средней в корме. На одного человека приходилось 1,5-1,6 квадратных метра жилого пространства, что соответствовало уровню 5500-тонных крейсеров и для корабля таких размеров считалось явно недостаточным. За тесноту корабли типа «Аоба» и предшествующего типа «Фурутака» получили среди моряков прозвище «суйдзокукан».
Как и на «Юбари» и «Фурутаке», иллюминаторы кубриков на нижней палубе располагались слишком низко от ватерлинии, и на ходу их приходилось задраивать во избежание заливания морской водой. Кроме того, при плавании в тропиках недостаточными оказались и возможности естественной и искусственной вентиляции.

## Строительство
| Название            | Место постройки            | Заказан   | Заложен        | Спущен на воду   | Введён в эксплуатацию | Судьба                                                                                     |
| ------------------- | -------------------------- | --------- | -------------- | ---------------- | --------------------- | ------------------------------------------------------------------------------------------ |
| Аоба (яп. 青葉)     | Верфь «Мицубиси», Нагасаки | июнь 1923 | 4 февраля 1924 | 25 сентября 1926 | 20 сентября 1927      | Потоплен американской авиацией 28 июля 1945 года в Курэ                                    |
| Кинугаса (яп. 衣笠) | Верфь «Кавасаки», Кобэ     | июнь 1923 | 23 января 1924 | 24 октября 1926  | 30 сентября 1927      | Потоплен американской авиацией в ходе морского сражения за Гуадалканал 13 ноября 1942 года |